# Uranotaenia fusca
Uranotaenia fusca är en tvåvingeart som beskrevs av Theobald 1907. Uranotaenia fusca ingår i släktet Uranotaenia och familjen stickmyggor. Inga underarter finns listade i Catalogue of Life.